# Torre de Balerma
La torre de Balerma es una fortificación situada en la localidad del mismo nombre, en el municipio español de El Ejido, en la provincia de Almería.

## Descripción
Aparece descrita en el tercer volumen del Diccionario geográfico-estadístico-histórico de España y sus posesiones de Ultramar de Pascual Madoz con las siguientes palabras:

BALERMA (malerva): torre en la prov. de Almeria, part. jud. de Berja, térm. jurisd. y á 1/2 leg. S. de Dalias; se halla próxima á la mar; es de figura redonda, de 20 varas de altura, tiene un puente levadizo, y sirve de albergue á los carabineros de costas: hay ademas varias casillas habitadas por algunos vec. que se ocupan de estraer pescado del mucho que se cria en esta playa; y existe tambien un oratorio donde se dice misa en las temporadas de verano, cuando concurren infinidad de familias á tomar los baños del mar.
(Madoz, 1846, p. 327)